# Royal Brunei Airlines
Royal Brunei Airlines er det nationale flyselskab fra Brunei. Selskabet er ejet af staten, og har hub og hovedkontor på Brunei International Airport ved hovedstaden Bandar Seri Begawan. Royal Brunei Airlines blev etableret 18. november 1974 og startede flyvningerne i april året efter.
Selskabet fløj i januar 2012 til 14 destinationer i 11 lande, hvor London Heathrow Airport var eneste europæiske lufthavn på rutekortet. Flyflåden bestod af 10 fly med en gennemsnitsalder på 9.5 år. Heraf var der to eksemplarer af Airbus A319-100 og to Airbus A320-200. De største fly i flåden var seks eksemplarer af Boeing 777-200 der alle er leaset af Singapore Airlines.